# Ибрагимов, Сатыбалды Тлемисович
Сатыбалды Тлемисович Ибрагимов (каз. Сатыбалды Тілемісұлы Ибрагимов; 13 марта 1940; Сайрамский район, Южно-Казахстанской области, СССР — 9 августа 2019; Шымкент, Казахстан) — казахстанский общественный и государственный деятель, доктор экономических наук (2002), депутат Мажилиса Парламента Республики Казахстан (2004 — 2011).

## Биография
Сатыбалды Тлемисович Ибрагимов Родился 13 марта 1940 года в селе Карасу Сайрамского района Южно-Казахстанской области. Происходит из рода сикым племени дулат.
В 1958 году по комсомольской путевке отправился в Днепродзержинск, где окончил техническое училище № 8. Затем приехал в Темиртау.
Трудовую деятельность начал в 1959 году начальником смены Карагандинского металлургического комбината в г. Темиртау.
В 1973 году окончил факультет экономики и права Университета Дружбы народов им. П. Лумумбы, получил профессию экономиста.
С 1959 по 1991 годы — подручный сталевара, мастер, начальник смены, заместитель председателя, председатель профкома Карагандинского металлургического комбината г. Темиртау.
С 1991 по 1995 годы — президент концерна «Кармет-Онтустик».
С 1995 по 1997 годы — представитель «Uspatint» в Казахстане.
С 1997 по 2004 годы — президент «Казхром», член президиума Евразийской промышленной ассоциации.
С 2004 по 2011 годы — депутат Мажилиса Парламента Республики Казахстан ІІІ и ІV созывов от избирательного округа № 63 Южно-Казахстанской области, член Комитета по экономической реформе и региональному развитию Мажилиса Парламента Республики Казахстан.
Скончался 9 августа 2019 года в Шымкенте.
Был женат. Воспитал детей, имел внуков.

## Научные, литературные труды
В 1998 году защитил учёную степень кандидата экономических наук.
В 2002 году защитил учёную степень доктора экономических наук, тема диссертации: «Приоритеты и особенности промышленного развития Казахстана».
Автор книг: «Концептуальные основы экономического развития Казахстана» (2000), «Промышленность Казахстана: перспективы и проблемы развития» (2001), «Особенности структуры источников финансирования инвестиций в основной капитал РК» (2001), «Приоритеты механизма развития промышленности Казахстана» (2001) и др.

## Награды и звания
- Орден «Содружество» (МПА СНГ 2010 года)[7]
- Орден Парасат (2009)[8]
- Орден Курмет (2001)[9]
- Благодарностью Президента Республики Казахстан с вручением нагрудного знака «Алтын Барыс»
- звания Почётный гражданин Туркестанской области и Сайрамского района.
- звания Почётный гражданин города Шымкент (2017 года)
- 1965 — Почётная Грамота Верховного Совета Казахской ССР
- 2001 — Медаль «10 лет независимости Республики Казахстан»
- 2005 — Медаль «10 лет Конституции Республики Казахстан»
- 2006 — Медаль «10 лет Парламенту Республики Казахстан»
- 2008 — Медаль «10 лет Астане»
- 2011 — Медаль «20 лет независимости Республики Казахстан»
- Медаль «МПА СНГ. 25 лет» (27 марта 2017 года, Межпарламентская ассамблея СНГ) — за заслуги в деле развития и укрепления парламентаризма, за вклад в развитие и совершенствование правовых основ функционирования Содружества Независимых Государств, укрепление международных связей и межпарламентского сотрудничества[10]